# Romuald Łuczko
Romuald Łuczko – poznański artysta sztuk pięknych. 
Studiował na Wydziale Rzeźby Akademii Sztuk Pięknych w Mińsku i Leningradzie (ZSRR) w pracowni prof. A.A. Anikiejczyka i G.I. Muromcewa. Za pracę dyplomową (1989) pt. "Natasza" otrzymał Złoty Medal Akademii Sztuk Pięknych. 
Po studiach zajął się rzeźbą monumentalną. Poznańskie realizacje to m.in. figura Giovanni Battista di Quadro (fasada Muzeum im H. Sienkiewicza), cykl „Madonny” (Stary Rynek, fasada Muzeum Archeologicznego), Bamberski Dwór. Artysta na stałe współpracuje z Artystyczną Oprawą Obrazów Izabeli Królczyk prowadząc wspólną galerię w Poznaniu. 